# 市場村 (岐阜県本巣郡)
市場村（いちばむら）は、かつて岐阜県本巣郡にあった村である。
現在の本巣市根尾市場に該当する。

## 歴史
- 1889年（明治22年）7月1日 - 町村制により市場村が発足。
- 1897年（明治30年）4月1日 - 越卒村・越波村・門脇村・黒津村・神所村・天神堂村・長島村・長嶺村・中村と合併し、中根尾村が発足。同日市場村廃止。